# Wiedza o kulturze
Wiedza o kulturze – dawny polski przedmiot szkolny realizowany w niektórych liceach ogólnokształcących, liceach profilowanych oraz w technikach. Przybliżał uczniom zagadnienia z kulturoznawstwa.
Przedmiot dodano do podstawy programowej na rok szkolny 2002/2003; miał charakter przedmiotu uzupełniającego. Na mocy rozporządzenia Ministra Edukacji Narodowej z dnia 30 stycznia 2018 r. w sprawie podstawy programowej kształcenia ogólnego dla liceum ogólnokształcącego, technikum oraz branżowej szkoły II stopnia (Dz.U. z 2018 r. poz. 467) przedmiot usunięto ze szkół ponadpodstawowych.